# Vaccination i Justitsministeriet den 5. Marts 1945
|  | Denne artikel er oprettet af botten Steenthbot ud fra en ekstern database. Den kan derfor have sproglige fejl eller mangler. Denne skabelon kan fjernes efter kontrol af indholdet. |

Vaccination i Justitsministeriet den 5. Marts 1945 er en dansk dokumentarisk optagelse fra 1945.

## Handling
En læge vaccinerer personalet i Justitsministeriet - først kvinderne og derefter mændene. Optaget 5. marts 1945.